# Wendelin Weingartner
Wendelin Weingartner (* 7. února 1937 Innsbruck) je bývalý rakouský politik (ÖVP), který v letech 1993 až 2002 zastával funkci zemského hejtmana v Tyrolsku.

## Životopis
Wendelin Weingartner studoval právo na innsbrucké univerzitě; studia ukončil v roce 1961. Od roku 1957 byl členem studentského spolku A.V. Raeto Bavaria Innsbruck v ÖCV. V roce 1963 pracoval pro tyrolskou státní správu, v letech 1964 až 1966 pro soudní dvůr ve Vídni. Poté se vrátil do Tyrolska a stal se, mimo jiné, předsedou státní hypoteční banky.
Od 16. března 1991 do 1. července 2000 vedl tyrolskou ÖVP, od 24. září 1993 do 26. října 2002 byl zemským hejtmanem. V roce 2002 odešel do důchodu.